# Olethrius tyrannus
Olethrius tyrannus là một loài bọ cánh cứng trong họ Cerambycidae.